# 지도 (신안군)
지도(智島)은 전라남도 신안군 지도읍에 위치한 섬이다.
1980년 12월 1일에 면에서 읍으로 승격되었고, 인구는 약 4,183명,면적은 약 54.703km2이다.